# Powszechna historia nikczemności
Powszechna historia nikczemności (hiszp. Historia universal de la infamia) – zbiór opowiadań argentyńskiego pisarza Jorge Luisa Borgesa, opublikowany w 1935 roku. Większość utworów ukazała się w dzienniku „Critica” w latach 1933-34. W drugim wydaniu z 1954 roku autor dodał trzy drobne utwory. Polskie wydanie wyszło w 1976 roku, przekładu dokonali Stanisław Zembrzuski (główne opowiadania) i Andrzej Sobol-Jurczykowski (dwa prologi i część Et cetera).
W zbiorze przedstawione są opowieści o różnego rodzaju sławnych przestępcach, często amerykańskich, oparte na książkowych źródłach anglojęzycznych z lat 1911-32. Choć autor podaje zestawienie źródeł, nie trzyma się ich wiernie, zmienia daty i nazwiska, zwłaszcza w opowiadaniu Bezinteresowny morderca Bill Harrigan. Angel Flores, twórca terminu realizm magiczny, uznał tę książkę za początek całego nurtu. W prologu z 1954 roku autor nazwał te opowiadania barokowymi: „barokowy jest końcowy etap każdej sztuki, gdy ta ujawnia i niszczy własne środki.” Człowiek z przedmieścia to realistyczna historyjka o argentyńskim światku przestępczym.  

## Zawartość tomu
- Przerażający wybawiciel Lazarus Morell (El atroz redentor Lazarus Morell)  o Johnie Murrellu
- Nieprawdopodobny oszust Tom Castro (El impostor inverosímil Tom Castro) o Arthurze Ortonie
- Wdowa Cing, herszt piratów (La viuda Ching, pirata) o Ching Shih
- Dostawca nikczemności Monk Eastman (El proveedor de iniquidades Monk Eastman) o Monku Eastmanie
- Bezinteresowny morderca Bill Harrigan (El asesino desinteresado Bill Harrigan) o Billym Kidzie
- Nietaktowny mistrz ceremonii Kotsuke no Suke (El incivil maestro de ceremonias Kotsuké no Suké) o Kirze Yoshinace
- Zamaskowany farbiarz Hakim z Merwu (El tintorero enmascarado Hákim de Merv)  o Al-Mukannie
- Człowiek z przedmieścia (Hombre de la esquina rosada)
- Et cetera (Etcétera) – krótkie, 1–4–stronicowe teksty, często oparte na źródłach arabskich:  
  - Teolog po śmierci (Un teólogo en la muerte) o Filipie Melanchtonie
  - Sala posągów (La cámara de las estatuas)
  - Historia o dwóch, którzy śnili (Historia de los dos que soñaron)
  - Niedoszły czarownik (El brujo postergado)
  - Atramentowe zwierciadło (El espejo de tinta)
  - Dubler Mahometa (Un doble de Mahoma) (1954)
  - Szlachetny przeciwnik (El enemigo generoso) (1954)
  - O ścisłości w nauce (Del rigor en la ciencia) (1954)